# TK Telekom
TK Telekom – publiczny operator telekomunikacyjny, powstały pod nazwą Telekomunikacja Kolejowa Sp. z o.o. w wyniku wydzielenia przez komercjalizację sieci telekomunikacyjnej z Polskich Kolei Państwowych. Spółka zmieniła nazwę na obecną w 2010.

## Działalność
Spółka świadczy usługi transmisji danych, dzierżawy łączy, usługi internetowe i telefoniczne. Kompleksowe usługi łączności i transmisji danych wykorzystywane są do zarządzania, kierowania i sterowania ruchem pociągów w spółkach Grupy PKP. Telekomunikacja Kolejowa dzięki strukturze sieci optycznej wybudowała pierwszą w Polsce instalację DWDM dla Polskiego Internetu Optycznego. Otrzymała za nią I Nagrodę od Ministra Nauki, Przewodniczącego Komitetu Badań Naukowych. W 2001 spółka uruchomiła system transmisji światłowodowej DWDM o przepustowości rzędu n x 2,5 Gbit/s oraz system SDH STM-16, który pozwolił na połączenie Polski ze światową siecią światłowodową. W 2007 spółka rozbudowała system DWDM do przepływności n x 10 Gbit/s oraz wdrożyła mechanizmy MPLS w sieci IP.
W skład infrastruktury telekomunikacyjnej wchodzą:
- Sieć kablowa składająca się z kabli światłowodowych o łącznej długości 6 tys. km (w tym w ringach miejskich 400 km) oraz kabli miedzianych dalekosiężnych i miejscowych o łącznej długości ok. 28 tys. km.;
- Sieć teletransmisyjna zbudowana z wykorzystaniem systemów: DWDM, SDH STM-16, SDH STM-1, PDH 140 Mbit/s i krotnic PCM;
- Sieć transmisji danych pracująca w protokołach: MPLS, IP, ATM, Frame Relay oraz X.25;
- Sieć telefoniczna z 80 tys. abonentów, w tym 85% podłączonych do central cyfrowych

Ze względu na strukturę, którą zarządza, firma była wpisana do rejestru przedsiębiorstw o szczególnym znaczeniu gospodarczo-obronnym. Priorytetowym zadaniem spółki jest telekomunikacyjna obsługa kolei, ale swoją ofertę rozszerzyła także na klientów indywidualnych.

## Prywatyzacja
W związku z niepowodzeniem procesu prywatyzacji zarząd PKP SA zapowiedział ograniczenie działalności spółki wyłącznie do roli operatora telekomunikacyjnego infrastruktury światłowodowej. Do spółki TK Budownictwo ma zostać wydzielona część budowlana obecnej spółki, a część zajmująca się utrzymaniem infrastruktury ma trafić do spółki PKP PLK. W kwietniu 2014 w wyniku wydzielenia z TK Telekom części przedsiębiorstwa, zajmującej się utrzymaniem urządzeń telekomunikacyjnych, służących do prowadzenia ruchu pociągów powstała nowa spółka – PKP Utrzymanie.
8 maja 2015 PKP podpisało z Netią umowę przedwstępną, która zakłada zbycie 100% udziałów za ponad 221 mln zł. Do podpisania właściwej umowy doszło 21 lipca.

## Struktura spółki
- Wschodni Region Operatorski (RO1)
- Północny Region Operatorski (RO2)
- Zachodni Region Operatorski (RO3)
- Południowy Region Operatorski (RO4)

## Prezesi
- 2001–2002 – Bolesław Domański
- 2002–2005 – Andrzej Mrówczyński
- 2005 – Marek Miśko
- 2005–2006 – Krzysztof Matey
- 2006–2008 – Maciej Srebro
- 2008–2009 – dr Władysław Wilkans
- 2009–2012 – dr hab. Andrzej Panasiuk
- 2012–2016 – Michał Hamryszak[8]
- 2016–2018 – Bogusław Kowalski[9]
- od 2018 – Zdzisław Gaca